# Dwars door Vlaanderen 2019
La Dwars door Vlaanderen 2019, settantaquattresima edizione della corsa, valida come tredicesima prova dell'UCI World Tour 2019 categoria 1.UWT, si svolse il 3 aprile 2019 su un percorso di 182,8& km, con partenza da Roeselare ed arrivo a Waregem, in Belgio. La vittoria fu appannaggio dell'olandese Mathieu van der Poel, che completò il percorso in 4h05'54" alla media di 44,555 km/h, precedendo il francese Anthony Turgis e il lussemburghese Bob Jungels.
Al traguardo di Waregem furono 153 i ciclisti, dei 175 partiti da Roeselare, che portarono a termine la competizione.

## Squadre e corridori partecipanti
| N.      | Cod. | Squadra               |
| ------- | ---- | --------------------- |
| 1-7     | DQT  | Deceuninck-Quick Step |
| 11-17   | MOV  | Movistar Team         |
| 21-27   | CPT  | CCC Team              |
| 31-37   | LTS  | Lotto Soudal          |
| 41-47   | ALM  | AG2R La Mondiale      |
| 51-57   | EF1  | EF Education First    |
| 61-67   | TFS  | Trek-Segafredo        |
| 71-77   | TBM  | Bahrain-Merida        |
| 81-87   | TDD  | Team Dimension Data   |
| 91-97   | UAD  | UAE Team Emirates     |
| 101-107 | TKA  | Team Katusha Alpecin  |
| 111-117 | GFC  | Groupama-FDJ          |
| 121-127 | AST  | Astana Pro Team       |

| N.      | Cod. | Squadra                    |
| ------- | ---- | -------------------------- |
| 131-137 | BOH  | Bora-Hansgrohe             |
| 141-147 | TJV  | Team Jumbo-Visma           |
| 151-157 | MTS  | Mitchelton-Scott           |
| 161-167 | SKY  | Team Sky                   |
| 171-177 | SUN  | Team Sunweb                |
| 181-187 | TDE  | Direct Énergie             |
| 191-197 | COC  | Corendon-Circus            |
| 201-207 | WGG  | Wanty-Gobert Cycling Team  |
| 211-217 | COF  | Cofidis, Solutions Crédits |
| 221-227 | VCB  | Vital Concept-B&B Hotels   |
| 231-237 | SVB  | Sport Vlaanderen-Baloise   |
| 241-247 | ICA  | Israel Cycling Academy     |

## Ordine d'arrivo (Top 10)
| Pos. | Corridore          | Squadra    | Tempo    |
| ---- | ------------------ | ---------- | -------- |
| 1    | M. van der Poel    | Corendon   | 4h05'54" |
| 2    | Anthony Turgis     | Direct     | s.t.     |
| 3    | Bob Jungels        | Deceuninck | s.t.     |
| 4    | Lukas Pöstlberger  | Bora       | s.t.     |
| 5    | Tiesj Benoot       | Lotto      | s.t.     |
| 6    | Luke Rowe          | Sky        | a 18"    |
| 7    | Danny van Poppel   | Jumbo      | a 19"    |
| 8    | Yves Lampaert      | Deceuninck | s.t.     |
| 9    | Christophe Laporte | Cofidis    | s.t.     |
| 10   | Heinrich Haussler  | Bahrain    | s.t.     |